# 达式常
达式常（1940年9月26日—），中国内地男演员。

## 生平
1940年9月26日出生在上海一个回民家庭，在家中12个兄弟姐妹排在第九。年幼时便展现出文艺方面的天赋。1959年考入上海电影专科学校表演系，1962年，毕业分配到上海电影制片厂旗下的上海海燕电影制片厂演员剧团，参演个人首部电影《兄妹探宝》，1965年，凭影片《年青的一代》林育生一角在影坛崭露头角。俊朗的外形令他大受欢迎，以至于《山楂树之恋》原著小说中对老三的描写“像年青的达式常”。文化大革命时期，被下放牛棚，参与劳动改造，直至1973年重返银幕，成为上影厂的当红小生。1975年，在电影《难忘的战斗》饰演主角粮食采购队队长田文中，该片上映后获得巨大成功，达式常因此成为当时家喻户晓的电影明星。1980年，凭电影《燕归来》获得第4届大众电影百花奖最佳男演员奖。1984年，凭《走进暴风雨》获得第2届大众电视金鹰奖优秀男主角奖。1982年，与潘虹搭档主演电影《人到中年》。1987年，在许鞍华执导电影《书剑恩仇录》出演乾隆一角，凭借该片入围第7届香港电影金像奖最佳男主角，是首位入围该奖项的中国内地男演员。
同时，达式常在配音领域颇有建树，凭借为日本电视连续剧《蔷薇海峡》男主角川岛俊夫配音，荣获第4届大众电视金鹰奖最佳男配音演员奖。他还经常出现于话剧舞台上，《雷雨》中饰演的周朴园为他带来许多赞誉，这部戏也是他与潘虹继《人到中年》之后再次合作。
2023年获第36届中国电影金鸡奖终身成就奖。

## 作品

### 电影
| 年份   | 片名                  | 角色   | 備註                             |
| 1963年 | 《兄妹探宝》          |        |                                  |
| 1964年 | 《年青的一代》        | 林育生 |                                  |
| 1975年 | 《春苗》              | 方明   |                                  |
| 1975年 | 《难忘的战斗》        | 田文中 |                                  |
| 1979年 | 《曙光》              | 岳明华 |                                  |
| 1980年 | 《燕归来》            | 林汉华 | 第四届大众电影百花奖最佳男主角   |
| 1980年 | 《他们在相爱》        | 陈战   |                                  |
| 1982年 | 《人到中年》          | 傅家杰 |                                  |
| 1984年 | 《谭嗣同》            | 谭嗣同 |                                  |
| 1986年 | 《T省的八四、八五年》 |        | 第一届中国电影金凤凰奖表演学会奖 |
| 1987年 | 《书剑恩仇录》        | 乾隆   |                                  |
| 1987年 | 《香香公主》          | 乾隆   |                                  |
| 1992年 | 《站直了，别趴下》    |        |                                  |
| 1995年 | 《画魂》              | 王守信 |                                  |
| 2001年 | 《了凡四训》          | 袁了凡 |                                  |
| 2004年 | 《雷雨》              | 周朴园 |                                  |

### 电视剧
| 年份   | 片名                   | 角色     | 備註                                      |
| 1983年 | 《走进暴风雨》         | 贺达     | 第一届中国电视金鹰奖优秀男主角            |
| 1986年 | 《蔷薇海峡》           | 川岛俊夫 | 配音 第六届中国电视金鹰奖最佳男配音演员奖 |
| 1990年 | 《封神榜》             | 姜子牙   |                                           |
| 1998年 | 《神厨》               | 康熙     |                                           |
| 1999年 | 《情牵日月星》         | 宋宏基   |                                           |
| 2003年 | 《第二春》             | 杜平     |                                           |
| 2011年 | 《中国1945之重庆风云》 | 柳亚子   |                                           |

### 配音作品
| 时间   | 名称         | 类型   |
| ------ | ------------ | ------ |
| 1986年 | 《蔷薇海峡》 | 电视剧 |